# Dagsrevyen

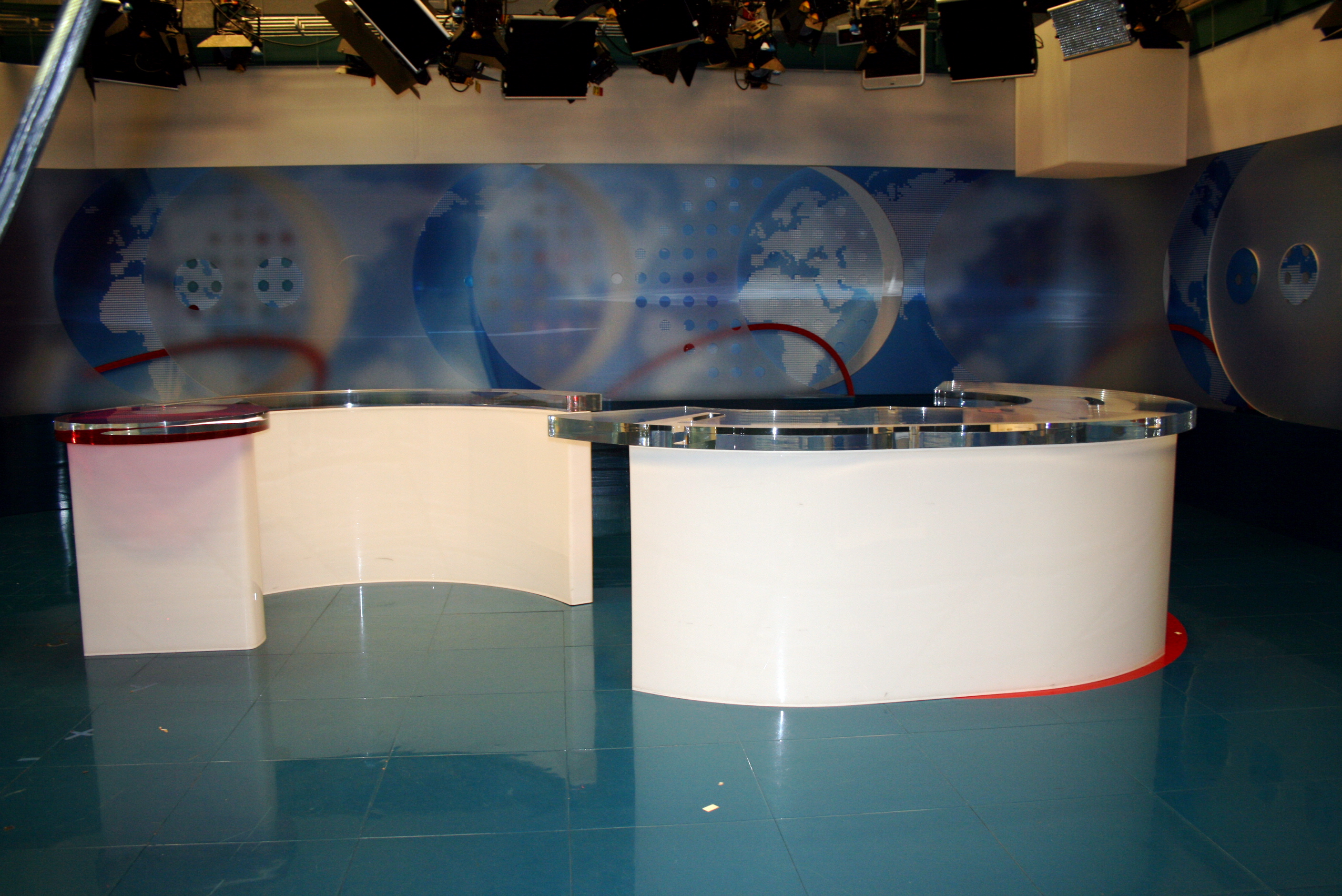
Sendestudio von Dagsrevyen im Jahr 2017 im NRK-Studio 5 in Marienlyst, Oslo

Dagsrevyen (norwegisch dagsrevyen ['dɑgsˌrɛvyən], deutsch ‚Tagesrückblick‘) ist die führende Nachrichtensendung des norwegischen Fernsehens. Ausgestrahlt wird sie jeden Tag um 19 Uhr von der staatlichen Rundfunkgesellschaft Norsk rikskringkasting (NRK). Seit dem Start 1958 werden die Nachrichten auf NRK1 ausgestrahlt, nach der Neuausrichtung von NRK2 Ende 2007 waren sie kurzzeitig auch dort zu empfangen. Täglich sehen rund eine Million Zuschauer die Sendung. Die Redaktion in Oslo besteht aus etwa 200 Angestellten. Zu den bisherigen Nachrichtensprechern gehören unter anderem Ingvild Bryn und Ingerid Stenvold.
Dagsrevyen hebt sich von der Konkurrenz durch weniger, dafür ausführlichere Nachrichten ab. Zwei Nachrichtensprecher, jeweils ein Mann und eine Frau, präsentieren die Beiträge dem Publikum. Am Samstag heißt die Nachrichtensendung Lørdagsrevyen ‚Samstagsrückblick‘ und sonntags Søndagsrevyen ‚Sonntagsrückblick‘.
Die Sendungen sind auch im Internet zugänglich.
Die Nachrichtensendung des NRK-Hörfunks ist Dagsnytt.